# کلارا ودا
کلارا ودا (رومانیایی: Clara Vodă؛ زادهٔ ۸ مارس ۱۹۷۰) بازیگر اهل رومانی است.
از فیلم‌ها یا برنامه‌های تلویزیونی که وی در آن نقش داشته‌است، می‌توان به سناتور حلزون‌ها، بخواهم سوت بزنم، سوت می‌زنم، مرگ آقای لازارسکو، پسر عاشق، آزمون و آئورورا اشاره کرد.